# Euphrasia flabellata
Euphrasia flabellata är en snyltrotsväxtart som beskrevs av Francis Whittier Pennell. Euphrasia flabellata ingår i släktet ögontröster, och familjen snyltrotsväxter. Inga underarter finns listade i Catalogue of Life.